# اختبار محدد المعايير
يُعد الاختبار محدد المعايير أحد الاختبارات المقدمة لترجمة درجات الاختبار إلى تقرير عن السلوك المتوقع للشخص مع هذه الدرجات أو علاقتها بموضوع بحث محدد. لذا، فإن معظم الاختبارات والامتحانات الموجزة التي يعدها معلمو المدارس هي اختبارات محددة المعايير. والهدف بكل بساطة هو معرفة ما إذا كان الطالب قد تعلم هذه المادة أم لا. ومن ثم، يمكن المقارنة بين التقييم محدد المعايير والتقييم النسبي والتقييم الأمثل.
يعد الاختبار محدد المعايير محل التركيز الرئيسي للأبحاث النفسية في فترة السبعينيات من القرن العشرين.

## تعريفالمعيار
يشير سوء الفهم المشترك لهذا المصطلح إلى معنى المعيار. وتشتمل العديد من الاختبارات محددة المعايير، إن لم يكن معظمها، على نقاط الاجتياز، حيث يعتبر الممتحن ناجحًا إذا تجاوزت درجاته نقاط الاجتياز ويفشل إذا لم يتجاوزها (غالبًا ما يسمى اختبار الإتقان). لذا لا يعتبر المعيار هو نقاط الاجتياز؛ ولكن المعيار هو مجال موضوع البحث الذي وضع الاختبار لتقييمه. فعلى سبيل المثال، قد يكون المعيار هو «الطلاب القادرون بصورة مناسبة على إضافة رقمين عشريين فرديين» وربما تكون نقاط الاجتياز هي هؤلاء الطلاب القادرين على الإجابة على 80% من أسئلة النجاح بشكل صحيح كحد أدنى.
يُحدد التفسير محدد المعايير لنتيجة الاختبار علاقته بموضوع البحث. في حالة اختبار الإتقان، فهذا يعني تحديد ما إذا كان الممتحن قد «تضلع» في مستوى معين من موضوع البحث من خلال مقارنة نتائجه مع نقاط الاجتياز. ومع ذلك، لا توجد نقاط اجتياز لجميع الاختبارات محددة المعايير ولكن يمكن أن تشير الدرجات ببساطة إلى مستوى الشخص في مجال البحث. ومرة أخرى يُعد اختبار الكلية الأمريكية هو مثال على ذلك، حيث لا توجد نقاط اجتياز بل هو ببساطة تقييم لمعرفة مستوى الطالب في موضوع البحث في المرحلة الثانوية.
ونتيجة لسوء الفهم المشترك هذا، فيطلق أيضًا على الاختبارات محددة المعايير من قبل بعض المؤسسات التعليمية اسم التقييمات المستندة إلى المعايير،  ويتم تقييم الطلاب فيما يتعلق بالمعايير التي تحدد ما «يتعين» عليهم أن يعرفوه، على النحو الذي تحدده الدولة.

## المقارنة بين الاختبارات محددة المعايير والاختبارات النسبية
| إجابات الطالب | التقييم محدد المعايير | التقييم النسبي                                                                  |
| --- | --------------------- | ------------------------------------------------------------------------------- |
| الطالب رقم #1: وقعت الحرب العالمية الثانية بسبب غزو هتلر وألمانيا لبولندا. | هذه الإجابة صحيحة.    | فهذه الإجابة هي أسوأ من إجابة الطالب رقم #2 ولكنها أفضل من إجابة الطالب رقم #3. |
| الطالب رقم #2: وقعت الحرب العالمية الثانية نتيجة عوامل متعددة، بما في ذلك الكساد الكبير والوضع الاقتصادي العام وصعود القومية والفاشية وتوسع الإمبريالية والاستياء المتزعزع المتعلق بالحرب العالمية الأولى. وبدأت الحرب في أوروبا بسبب الغزو الألماني لبولندا. | هذه الإجابة صحيحة.    | فهذه الإجابة هي أفضل من إجابات الطالب رقم #1 والطالب رقم #3.                    |
| الطالب رقم #3: وقعت الحرب العالمية الثانية نتيجة اغتيال الأرشيدوق فرديناند. | هذه الإجابة خاطئة.    | فهذه الإجابة هي أسوأ من إجابات الطالب رقم #1 والطالب رقم #2.                    |

صيغ المصطلحان المحدد المعايير  والنسبي  في الأساس على يد روبرت جلاسر. وبخلاف الاختبار محدد المعايير، يشير الاختبار النسبي إلى ما إذا كان الممتحنون قد أدوا بشكل أفضل أو أسوأ من غيرهم من الناس الذين خضعوا للاختبار.
فعلى سبيل المثال، إذا كان المعيار هو «الطلاب القادرون بصورة مناسبة على إضافة رقمين عشريين فرديين» فمن ثم تبدو أسئلة الاختبار معقولة للغاية "{\displaystyle 2+3=?}" or "{\displaystyle 9+5=?}". ومن الممكن أن يُعد الاختبار المحدد المعيار تقريرًا عن أداء الطالب بدقة وفقًا لما إذا كان الطالب الفردي قد أجاب بشكل صحيح على هذه الأسئلة أم لا. ومن الممكن أن يُعد الاختبار النسبي تقريرًا أوليًا عما إذا كان هذا الطالب قد أجاب بشكل صحيح على العديد من الأسئلة مقارنةً بالطلاب الآخرين في المجموعة.
فحتى عندما يكون الاختبار في موضوعات متشابهة، فإن الاختبار المصمم لتقييم مدى الإتقان قد يستخدم أسئلة مختلفة عن الأسئلة التي تستهدف إظهار التصنيف النسبي. وذلك لأن بعض الأسئلة أفضل في عكس التحقيق الفعلي للطلاب، وأن بعض أسئلة الاختبار أفضل في التمييز بين أفضل وأسوأ الطلاب. (وستقوم أسئلة كثيرة بكليهما على حد سواء.) حيث سيستخدم الاختبار المحدد المعايير الأسئلة التي تمت الإجابة عليها بشكل صحيح من قبل الطلاب الذين يعرفون مواد محددة. بينما سيستخدم الاختبار النسبي الأسئلة التي تمت الإجابة عليها بشكل صحيح عن طريق «أفضل» الطلاب ولم تتم الإجابة عليها بشكل صحيح من قبل «أسوأ» الطلاب (على سبيل المثال، الوثيقة «إس» لجامعة كامبريدج في مرحلة ما قبل الدخول).
لذا يمكن أن تقدم بعض الاختبارات معلومات مفيدة عن الإنجازات الفعلية والتصنيف النسبي. يوفر اختبار الكلية الأمريكية التصنيف ويدل على ما يعتبره المستوى ضروريًا للنجاح المحتمل في الكلية. ويتناقش البعض حول أن مصطلح «الاختبار محدد المعايير» هو خطأ في التسمية، حيث أنه يمكن أن يشير إلى تفسير الدرجات فضلاً عن الاختبار ذاته. ففي المثال السابق، يمكن تفسير النتيجة ذاتها الموجودة في اختبار الكلية الأمريكية بالأسلوب النسبي أو المحدد المعايير.

## العلاقة بالاختبارات عالية المجازفة
تعتبر العديد من الاختبارات المحددة المعايير اختبارات عالية المجازفة أيضًا، حيث أن نتائج الاختبار لها مقتضيات مهمة على الممتحن الفردي. وتشمل الأمثلة على ذلك امتحانات التخرج من المدارس الثانوية واختبار الترخيص حيث ينبغي اجتياز الاختبار للعمل في المهنة، مثل أن تصبح طبيبًا أو محاميًا. ومع ذلك، لا يُعد الاختبار عالي المجازفة من خصائص الاختبار المحدد المعايير. ولكنه بدلاً من ذلك يُعد من خصائص اختيارات المؤسسة التعليمية أو الحكومية لاستخدام نتائج الاختبار.

## أمثلة
- اختبارات القيادة هي اختبارات محددة المعايير لأن الهدف منها هو معرفة ما إذا كان الممتحن لديه المهارة الكافية للحصول على رخصة القيادة، وليس لمعرفة ما إذا كان أحد الممتحنين أكثر مهارة من غيره.
- اختبارات المواطنة هي عادة ما تكون اختبارات محددة المعايير لأن هدفها هو معرفة ما إذا كان الممتحن على دراية كافية بتاريخ الدولة الجديد والحكومة، وليس لمعرفة ما إذا كان أحد الممتحنين أكثر دراية من غيره.